# NGC 2217
NGC 2217 je galaksija u zviježđu Velikom psu.

## Vanjske poveznice
- SEDS: NGC 2217